# Филонов, Александр Григорьевич
Александр Григорьевич Филонов (5 сентября 1920, Усть-Ламенка, — ныне село в Голышмановском городском округе Тюменской области России — 12 апреля 1995, город Сочи, Краснодарский край, Россия) — участник Великой Отечественной войны, командир стрелкового батальона 364-го стрелкового полка 139-й стрелковой Рославльской Краснознамённой ордена Суворова дивизии 50-й армии 2-го Белорусского фронта, Герой Советского Союза (1945), капитан.

## Биография
Родился 5 сентября 1920 года Усть-Ламенка — село в Голышмановском городском округе Тюменской области России.
Основана в 1698 году как слобода Усть-Ламенская Тюменской области , в семье рабочего.
Русский.
Окончил Ялуторовский техникум молочной промышленности. Работал техником на станции Ишим Тюменской области.
В Красной Армии с 1938 года.
В 1940 году окончил Омское военное училище имени М. В. Фрунзе
С 13 июля 1941 года лейтенант Филонов участвует в Великой Отечественной войне в составе 178-й стрелковой дивизии.
11 сентября 1941 года ранен под деревней Иванково ныне Вышневолоцкого района Тверской области — пулевое ранение в левую руку.
7 ноября 1941 года в районе деревни Рябиниха, ныне Торжокского района Тверской области командир 139-й разведывательной роты 178 СД Калининского фронта Филонов во главе группы в составе шести автоматчиков поджег дом где находился штаб батальона противника уничтожив при этом 6-х фашистов.
13 ноября 1941 года в районе деревни Жагреево, ныне Старицкого района Тверской области находясь в засаде со своей группой уничтожил 11 немецких солдат и 7 повозок.
В декабре 1941 года пулевое ранение в правую ногу.
9 января 1942 года во главе группы из 15-ти автоматчиков захватил деревню Воротово Мошенского района Новгородской области и лично уничтожил 9 солдат противника захватив при этом 2 автомобиля, 1 мотоцикл, 2 ппулемета и 5 автоматов.
28 января 1942 года в районе Тверской области Филонов захватил в плен немецкого обер-ефрейтора, который сообщил ценные сведения о противнике.
6 февраля 1942 года в районе разъезда Махерово Оленинского района Тверской области во главе группы автоматчиков из девяти человек взорвал железнодорожное полотно в трех местах, в результате задержал движение эшелонов противника на сутки.
За вышеперечисленные боевые отличия командованием 178-й стрелковой дивизии был представлен к ордену Красного Знамени, однако командующий 30-й армией генерал-лейтенант Лелюшенко повысил награду до ордена Ленина, которым Филонов был награждён приказом по войскам Калининского фронта № 0267 от 28 июля 1942 года.
В ноябре 1942 года в районе деревни Погорелое, ныне Фировского района Тверской области, Филонов получает осколочное ранение в бок.
В 1942 году вступает ВКП(б).
В 1943 году заканчивает трехмесячные курсы комбатов при Военной академии имени М. В. Фрунзе и направляется для прохождения дальнейшей службы на Западный фронт в 139-ю стрелковую дивизию.
С 11 августа по 23 сентября 1943 года помощник начальника оперативного отдела штаба 139 СД старший лейтенант Филонов находится на НП командира дивизии обеспечивая оперативную работу, лично участвует в боях на территории, ныне Куйбышевского района Калужской области, в составе стрелковых подразделений 609-го стрелкового полка при форсировании рек Снопоть и Десна и овладении деревнями Осиновка и Лисеевка.
12 октября 1943 года Приказом по войскам 10-й армии № 0549, Филонов награждён орденом Отечественной войны II степени.
24 июня 1944 года при прорыве обороны противника районе населённых пунктов Гировцы и Городец, севернее города Чаусы Могилёвской области 1-й батальон 364-го стрелкового полка 139-й стрелковой дивизии 50-й армии 2-го Белорусского фронта под командованием капитана Филонова в наступательных боях продвинулся на 12 километров, уничтожил 120 немецких солдат и офицеров, и 10 захватил в плен, захвачено также 11 орудий, 80 автоматов и винтовок, 10 пулемётов, также другие трофеи. 25-26 июня батальон Филонова форсировал реки Бася и Реста, уничтожив при этом 250 вражеских солдат и офицеров и захватив 40 пленных, 105-мм артиллерийскую батарею вместе с её личным составом, 16 орудий разных калибров, 7 автомобилей, 17 пулемётов и много другого военного имущества противника. 27 июня Филонов во главе передовой группы из шести человек под сильным огнём противника преодолел Днепр и закрепился на противоположном берегу, обеспечив тем самым успешное форсирование реки его батальона. 3 июля 1943 года командиром 364-го стрелкового полка подполковником Петровым капитан Филонов был представлен к присвоению звания Героя Советского Союза.
С 11 по 14 августа 1944 года в боях за город Осовец, Польша батальон 609-го стрелкового полка 139-й стрелковой дивизии 49-й армии 2-го Белорусского фронта под командованием капитана Филонова преследуя врага занял ряд деревень — опорных пунктов обороны противника, чем способствовал овладению городом, в этих боях Филонов был ранен но поля боя не покинул. Командиром 609-го стрелкового полка полковником Гришаевым был представлен к ордену Суворова III степени, командир 139-й стрелковой дивизии генерал-майор Кириллов повысил награду до ордена Красного Знамени, которым Филонов был награждён приказом по войскам 49-й армии № 0103 от 19 сентября 1944 года.
24 марта 1945 года Указом Президиума Верховного Совета СССР за образцовое выполнение боевых заданий командования на фронте борьбы с немецко-фашистскими захватчиками и проявленные при этом мужество и героизм капитану Филонову Александру Григорьевичу присвоено звание Героя Советского Союза с вручением ордена Ленина и медали «Золотая Звезда».
С 1947 года майор Филонов в запасе.
В 1955 году окончил Всесоюзный заочный юридический институт.
Жил в городе Сочи Краснодарского края. Работал юристом.
Умер 6 сентября в 1995 году, похоронен в Сочи на Центральном Успенском кладбище.

## Награды
- Медаль «Золотая Звезда» Героя Советского Союза № 7450 (24.03.1945);
- два ордена Ленина (28.07.1942 (представлялся к ордену Красного Знамени), 24.03.1945);
- орден Красного Знамени (19.09.1944) представлялся к ордену Суворова III степени;
- орден Отечественной войны I степени (11.03.1985);
- орден Отечественной войны II степени (12.10.1943);
  - медали СССР:
  - «Жукова»;
  - «В ознаменование 100-летия со дня рождения Владимира Ильича Ленина»;
  - «За Победу над Германией в Великой Отечественной войне 1941—1945 гг.»;
  - «Двадцать лет Победы в Великой Отечественной войне 1941—1945 гг.»;
  - «Тридцать лет Победы в Великой Отечественной войне 1941—1945 гг.»;
  - «Сорок лет Победы в Великой Отечественной войне 1941—1945 гг.»;
  - «50 лет Победы в Великой Отечественной войне 1941—1945 гг.»;
  - «Ветеран труда»;
  - «50 лет Вооружённых Сил СССР»;
  - «60 лет Вооружённых Сил СССР»;
  - «70 лет Вооружённых Сил СССР».

## Память
- Имя Героя высечено золотыми буквами в зале Славы Центрального музея Великой Отечественной войны в Парке Победы города Москва.
- Именем Героя были названы пионерские дружины в школах на станции Ламенская, в селе Усть-Ламенка и в городе Сургут Тюменской области.
- Бюст Филонова А. Г. установлен на мемориале Славы в городе Славгороде Адтайского края, где происходило формирование 178 стрелковой дивизии.